# Austriacka Partia Ludowa
Austriacka Partia Ludowa (niem. Österreichische Volkspartei, ÖVP) – austriacka partia chrześcijańsko-demokratyczna. Z partii wywodziło się sześciu kanclerzy, a także prezydenci Kurt Waldheim i Thomas Klestil. ÖVP należy do Europejskiej Partii Ludowej.

## Historia
Ugrupowanie powstało 17 kwietnia 1945, partia stała się kontynuatorką działającej do pierwszej połowy lat 30. Partii Chrześcijańsko-Społecznej. ÖVP była główną partią rządzącą nieprzerwanie do 1970, w tym od 1966 sprawując samodzielne rządy. Kanclerzami z ramienia Austriackiej Partii Ludowej w tym okresie byli kolejno: Leopold Figl (1945–1953), Julius Raab (1953–1961), Alfons Gorbach (1961–1964), Josef Klaus (1964–1970).
W 1987 ludowcy powrócili do rządu, współtworząc koalicję rządową z Socjaldemokratyczną Partią Austrii. Przez trzynaście lat jej przedstawiciele sprawowali urząd wicekanclerza. Po wyborach w 1999 ÖVP, która zajęła trzecie miejsce, zdecydowała się na koalicję z Wolnościową Partią Austrii (która uzyskała poparcie wyższe o około 400 głosów). W jej ramach lider konserwatystów Wolfgang Schüssel został powołany na kanclerza. Koalicja z FPÖ, która była określana jako partia ksenofobiczna i nacjonalistyczna, było przyczynkiem do zastosowania przez Unię Europejską sankcji wobec państwa członkowskiego – przez osiem miesięcy pozostałe kraje miały zamrożone stosunki z Austrią. Sojusz ten nie wpłynął negatywnie na poparcie dla Austriackiej Partii Ludowej, która zdecydowanie wygrała wybory w 2002, dzięki czemu jej lider pozostawał kanclerzem do 2007. Po wyborach z 2006 ÖVP powróciła do roli mniejszego partnera w tzw. wielkiej koalicji z socjaldemokratami.
Koalicja ta funkcjonowała w okresie czterech kolejnych gabinetów kierowanych przez socjaldemokratów. W maju 2017 nowy lider ludowców Sebastian Kurz opowiedział się za przeprowadzeniem przedterminowych wyborów. Zostały one przeprowadzone w październiku tegoż roku i zakończyły się zwycięstwem ludowców, którzy kilka tygodni później zawiązali porozumienie rządowe z Wolnościową Partią Austrii. W jego ramach nowym kanclerzem Austrii został przewodniczący ÖVP Sebastian Kurz. Koalicja rządowa rozpadła się jednak w maju 2019 po ujawnieniu nagrań kompromitujących wicekanclerza i lidera FPÖ. Konsekwencją było odejście lidera ludowców z funkcji premiera i przedterminowe wybory we wrześniu 2019, które ÖVP ponownie wygrała, zwiększając swoją poselską reprezentację. Ludowcy zawarli następnie koalicję z Zielonymi, co umożliwiło ich liderowi w styczniu 2020 ponowne objęcie urzędu kanclerza. Sebastian Kurz zrezygnował z funkcji w październiku 2021 w związku z prowadzonym postępowaniem dotyczącym defraudacji funduszy publicznych. Nowym kanclerzem z rekomendacji ÖVP został wówczas Alexander Schallenberg.
W grudniu 2021 Sebastian Kurz zapowiedział wycofanie się z działalności politycznej (w tym rezygnację ze stanowisk partyjnych), a Alexander Schallenberg zadeklarował swoją dymisję z funkcji kanclerza. ÖVP na swojego tymczasowego lidera oraz na przyszłego kanclerza rekomendowała Karla Nehammera, który jeszcze w tym samym miesiącu stanął na czele rządu. Po wyborach w 2024 nastąpił długotrwałe rozmowy koalicyjne, w trakcie których doszło m.in. do rezygnacji Karla Nehammera z kierowania partią i rządem. Ostatecznie ludowcy porozumieli się z SPÖ i liberalną partią NEOS, w marcu 2025 nowym kanclerzem został ich przedstawiciel Christian Stocker.

## Przewodniczący
- 1945–1945: Leopold Kunschak
- 1945–1952: Leopold Figl
- 1952–1960: Julius Raab
- 1960–1963: Alfons Gorbach
- 1963–1970: Josef Klaus
- 1970–1971: Herman Withalm
- 1971–1975: Karl Schleinzer
- 1975–1979: Josef Taus
- 1979–1989: Alois Mock
- 1989–1991: Josef Riegler
- 1991–1995: Erhard Busek
- 1995–2007: Wolfgang Schüssel
- 2007–2008: Wilhelm Molterer
- 2008–2011: Josef Pröll
- 2011–2014: Michael Spindelegger[3]
- 2014–2017: Reinhold Mitterlehner
- 2017–2021: Sebastian Kurz
- 2021–2025: Karl Nehammer[20][21][22]
- od 2025: Christian Stocker[23][22][24]

## Wyniki wyborcze
Wybory do Rady Narodowej
- 1945 – 49,8% – 85 mandatów (z 165)
- 1949 – 40,0% – 77 mandatów
- 1953 – 41,3% – 74 mandatów
- 1956 – 46,0% – 82 mandatów
- 1959 – 44,2% – 79 mandatów
- 1962 – 45,4% – 81 mandatów
- 1966 – 48,4% – 74 mandatów
- 1970 – 44,6% – 78 mandatów
- 1971 – 43,1% – 80 mandatów (z 183)
- 1975 – 42,9% – 80 mandatów
- 1979 – 41,9% – 77 mandatów
- 1983 – 43,2% – 81 mandatów
- 1986 – 41,2% – 77 mandatów
- 1990 – 32,0% – 60 mandatów
- 1994 – 27,6% – 52 mandatów
- 1995 – 28,2% – 53 mandatów
- 1999 – 26,9% – 52 mandatów
- 2002 – 42,3% – 79 mandatów
- 2006 – 34,3% – 66 mandatów
- 2008 – 25,6% – 50 mandatów
- 2013 – 24,0% – 47 mandatów
- 2017 – 31,5% – 62 mandaty[6]
- 2019 – 37,5% – 71 mandatów[11]
- 2024 – 26,7% – 51 mandatów[25]

Wybory do Parlamentu Europejskiego
- 1996 – 29,7% – 7 mandatów (z 21)[26]
- 1999 – 30,7% – 7 mandatów (z 21)[27]
- 2004 – 32,7% – 6 mandatów (z 18)[28]
- 2009 – 30,0% – 6 mandatów (z 17)[29]
- 2014 – 27,0% – 5 mandatów (z 18)[30]
- 2019 – 34,6% – 7 mandatów (z 19)[31]
- 2024 – 24,5% – 5 mandatów (z 20)[32]